# Torslunde
Torslunde ist eine dänische Ortschaft mit 315 Einwohnern (Stand 1. Januar 2023) auf Seeland. Die Ortschaft liegt im gleichnamigen Kirchspiel (Torslunde Sogn), das bis 1970 zur Harde Smørum Herred im damaligen Amt Kopenhagen gehörte. Mit der Auflösung der Hardenstruktur wurde das Kirchspiel in die Kommune Ishøj aufgenommen, diese blieb mit der Kommunalreform zum 1. Januar 2007 unverändert, gehört aber seitdem zur Region Hovedstaden.
Torslunde liegt etwa zwei Kilometer südlich von Høje-Taastrup und circa vier Kilometer westlich von Ishøj. Die Kirche stammt aus dem 13. Jahrhundert, das Original des Altars aus dem Jahr 1561 befindet sich im Nationalmuseum.